# Anna Egge
Anna Egge   (Saskatchewan, 20 de setembre de 1976) és una popular cantautora estatunidenca, originària del Canadà. Canta, toca la guitarra, mandolina i guitarra i amb piano durant les actuacions en directe.
Filla d'una mestre i un granger de blat, amb dotze anys va anar a viure a Ambrose (Dakota del Nord), i més tard es va traslladar a Silver City (Nou Mèxic). Va passar part de la seva infància anant i venint des de Dakota del Nord a una comuna d'aigües termals de Nou Mèxic.
Quan Egge tenia 16 anys, va començar un any d'aprenentatge amb el luthier Don Musser, per construir la seva pròpia guitarra que encara toca en exclusiva.

## Carrera
Les primeres cançons que va escriure van ser conegudes aviat pel baixista Sarah Brown (Albert Collins, Bonnie Raitt) i el guitarrista Steve James, que la van convèncer per gravar l'EP de casset de 1994 amb les seves cançons originals a Austin, Texas. Aquest EP va donar lloc a un contracte de gravació amb Lazy S.O.B. Enregistraments i el llançament del seu primer àlbum de llarga durada, River Under The Road. La cançó principal va ser coescrita per Egge, Sarah Brown i Jimmie Dale Gilmore. L'any següent, els Austin Music Awards van nomenar Egge, que aleshores tenia dinou anys, el seu "Millor cantant/compositor" i "Millor artista folk".
A continuació, Egge va ser convidada a fer de telonera d'artistes com, Jimmie Dale Gilmore, Iris DeMent, Shawn Colvin i Ron Sexsmith. Va gravar el seu primer àlbum en directe Mile Marker en la seva gira en solitari el 1999. Després va compartir escenari amb John Prine, Lucinda Williams i Sinéad O'Connor, entre d'altres. Després d'uns anys de constant gira, Egge va tornar a Silver City, Nou Mèxic, on va començar a construir la seva pròpia casa al desert i passar temps amb la família. El 2002, després d'escriure algunes de les cançons del seu proper disc, Egge es va reinstal·lar a Brooklyn, Nova York.
A Brooklyn va conèixer el baixista Jason Mercer (Ani DiFranco, Ron Sexsmith) i van començar a gravar demostracions de les noves cançons d'Egge. El cantautor Ron Sexsmith, el guitarrista Tony Scherr i el trompetista Shane Endsley es van unir als seus esforços i el resultat va ser Out Past the Light que va rebre l'aclamació de la crítica. "Escolta la lletra", va instar Lucinda Williams al públic una nit després de sortir l'àlbum. She's a folk Nina Simone.
Egge's Lazy Days va ser llançat el 13 de novembre de 2007. És un àlbum format per versions de cançons sobre el tema de la mandra. Les cançons inclouen Sitting in the Midday Sun de The Kinks, In the Backseat d'Arcade Fire, I Could Spend a Day de The Zombies i Summer Wastin de Belle & Sebastian. Tot i que totes les cançons de l'àlbum van ser escrites per altres, 
| « | Egge les fa seves gràcies al seu enfocament distintivament relaxat. Extreu la lletra com un badall, però que s'instal·la a la teva ànima com un sospir. | » |

 El juliol de 2007 va guanyar el "The Mountain Stage New Song Regional Competition" a la ciutat de Nova York.
Egge va llançar el seu sisè disc, Road to My Love, el febrer de 2009. El disc va ser coproduït per Egge i el seu col·laborador des de Molt de temps Jason Mercer i inclou els músics convidats Steve Moore, Michael Jerome, Frazey Ford i Trish Klein de The Be Good Tanyas, Adam Levy i Tony Scherr.
També apareix com a músic convidada a l'àlbum Three de Joel Plaskett del 2009 i ha actuat com a cantant de suport i com a artista en solitari a la seva gira mundial "Three". Egge va llançar el seu setè disc, Bad Blood, el 23 d'agost de 2011. El disc va ser produït per Steve Earle i gravat a l'estudi de Levon Helm a Woodstock, Nova York i va ser publicat per "Ammal Records" de Danny Goldberg.
El 2015, Egge va llançar Bright Shadow, un àlbum íntim i acústic produït per la mateixa Egge i dissenyat per l'amic i col·laborador Steve Addabbo amb The Stray Birds com a banda de suport a mandolina, violí, banjo, baix, dobro i harmonia vocal.
El 2016 Egge va col·laborar amb la banda danesa d'indie-folk "The Sentimentals" a Say That Now. Coescrit i co-produït per Egge i The Sentimentals, gravat a Copenhaguen (Dinamarca).
El 2018, Egge va signar amb el segell "StorySound Records" amb seu a Nova York. El seu primer llançament amb el segell va ser un senzill, We Are One. Produït per Stewart Lerman i co-escrit per Gary Nicholson, acompanyada amb Steve Holley (Wings) i Paul Socolow (David Byrne). El 2018 Egge va llançar White Tiger. Produït per Alec Spiegelman i companyada amb Buck Meek (Big Thief), Anais Mitchel (Hadestown) i Billy Strings. Egge va llançar el seu onzè àlbum de llarga durada Is It The Kiss el 2019. Va ser produït per Alec Spiegelman i compta amb Iris DeMent, Buck Meek (Big Thief) i Matt Davidson (Twain).
El 2019, Egge va llançar una gravació en directe de la seva cançó publicada anteriorment, We Are One. Produït per Stewart Lerman i co-escrit per Gary Nicholson, compta amb "The Brooklyn Unitarian Choir", Arthur Vint i Jacob Silver. Les cançons d'Egge han estat gravades per Dave Alvin, Laurie Lewis, Maya DeVitry, "Laura Cortese & The Dance Cards" i "Matt the Electrician". Les seves cançons han aparegut als programes de televisió I'm from Rolling Stone (MTV) i Shameless (Showtime).
Egge és el tema d'un llarg documental dirigit per Jesse Lyda titulat Bright Shadow publicat el 2015. Des del 2019, Egge viu a Brooklyn, Nova York.